# Luisa Sala Armayor
Luisa Sala Armayor   (Madrid, 1923 - Madrid, 16 de juny de 1986) va ser una actriu espanyola. Casada amb l'actor argentí establert a Espanya Pastor Serrador.

## Teatre
Va iniciar la seva carrera com a actriu gairebé de manera fortuïta, a causa d'una crisi econòmica familiar, amb tan sols quinze anys, amb l'obra de teatre El genio alegre, dels germans Álvarez Quintero. Aquesta seria la primera experiència en una llarga trajectòria com a actriu teatral, que la va convertir en una de les actrius més destacades de l'escena d'Espanya. Entre el seu repertori, destaquen la interpretacions que va fer en les obres Hoy es fiesta (1956), El cuervo (1957), La malquerida (1957), Esta noche es la víspera (1958), La Orestiada (1959), El Cardenal de España, Las Meninas (1960), Don Juan Tenorio (1960), El cerco de Numancia (1961), El concierto de San Ovidio (1962), Galileo Galilei (1976), de Bertolt Brecht, Los habitantes de la casa deshabitada (1980), d'Enrique Jardiel Poncela o Fedra (1984). La seva última obra va ser Proceso a Besteiro, de Manuel Canseco, estrenada el 20 de desembre de 1985 al Teatre Cerezo, de Carmona.

## Televisió
Va ser una de les pioneres en el mitjà televisiu, i compta amb el mèrit d'haver interpretat a Televisió espanyola més de cent personatges per a la pantalla petita al llarg de tres dècades (una xifra que pocs actors han aconseguit a Espanya). Va ser una de les habituals en el teatre televisat dels anys seixanta i setanta, en espais com Estudio 1 o Novela, a més d'intervenir en sèries, com Si yo fuera rico (1973-1974), Cañas y barro (1978) o Platos Rotos (1985).

## Cinema
La seva trajectòria cinematogràfica va ser molt menys extensa. Va intervenir en una dotzena de títols, entre els quals figuren Las muchachas de azul (1957) de Pedro Lazaga, Las chicas de la Cruz Roja (1958), de Rafael J. Salvia, Los chicos del Preu (1967), de Pedro Lazaga, Siete días de enero (1979), de Juan Antonio Bardem i Extramuros de Miguel Picazo (1985).

## Defunció
L'actriu de teatre i televisió Luisa Sala va morir el 16 de juny de 1986 al seu domicili de Madrid per asfíxia mentre menjava amb la seva filla Luisa i la parella d'aquesta. L'actriu es va ennuegar mentre menjava un tros de carn. Va ser traslladada des de la seva casa a una clínica d'urgències, però va morir en el trajecte. Tenia 62 anys.

## Premis
- Premis Ondas 1969. Nacionals de televisió: Millor actriu.
- Antena de Oro 1968

## Trajectòria

### Teatre (parcial)
- El genio alegre (1938), dels germans Álvarez Quintero.
- Hoy es fiesta (1956), d'Antonio Buero Vallejo.
- La ciudad sin Dios (1957), de Joaquín Calvo Sotelo;[4]
- La reina muerta (1957), de Henry de Montherlant.
- El cuervo (1957), d'Alfonso Sastre.
- La malquerida (1957), de Jacinto Benavente.
- Esta noche es la víspera (1958), de Víctor Ruiz Iriarte.
- La Orestiada (1959), d'Èsquil.
- Las Meninas (1960), de Buero Vallejo.
- Don Juan Tenorio (1960), de José Zorrilla.
- En Flandes se ha puesto el sol (1961), d'Eduardo Marquina
- Otelo (1961), de William Shakespeare.
- El cerco de Numancia (1961), de Miguel de Cervantes.
- El concierto de San Ovidio (1962), de Buero Vallejo.
- El Cardenal de España (1962), de Henry de Montherlant.
- Ardele o la Margarita (1964), de Jean Anouilh.
- El Buscón (1972), de Francisco de Quevedo.
- Galileo (1976), de Bertolt Brecht.
- Un delicado equilibrio  (1969), d'Edward Albee
- Los habitantes de la casa deshabitada (1980), d'Enrique Jardiel Poncela
- El malentendido (1983), d'Albert Camus.
- Fedra (1984), de Jean Racine.
- Proceso a Besteiro (1985), de Manuel Canseco.

### Filmografia
- Extramuros (1985)
- Siete días de enero (1979)
- El acto (1979)
- El caballero de la mano en el pecho (1976)
- No matarás (1975)
- Los pájaros de Baden-Baden (1975)
- Una monja y un Don Juan (1973)
- La duda (1972)
- Los jóvenes amantes (1971)
- Sin un adiós (1970)
- Los hombres las prefieren viudas (1970)
- Una maleta para un cadáver (1970)
- Las nenas del mini-mini (1969)
- Las amigas (1969)
- La residencia (1969)
- Amor en el aire (1967)
- Los chicos del Preu (1967)
- Jaque al rey Midas (1967)
- Oscuros sueños de agosto (1967)
- Las salvajes en Puente San Gil (1966)
- Aquella joven de blanco (1965)
- El secreto del Dr. Orloff (1964)
- La casa de la Troya (1959)
- Duelo en la cañada (1959)
- Las chicas de la Cruz Roja (1958)
- Ana dice sí (1958)
- Las muchachas de azul (1957)
- Orgullo (1955)
- Sucedió en Sevilla (1955)
- Puebla de las mujeres (1953)
- De Madrid al cielo (1952)
- El sueño de Andalucía (1951)
- Torturados (1950)
- La fe (1947)
- 24 horas en la vida de una mujer (1944)
- La verdadera victoria (1944)
- El rayo (1939)
- Bodas de sangre (1938)
- Hombres contra hombres (1937)
- Una mujer en peligro (1936)
- La hija de Juan Simón (1935)
- El malvado Carabel (1935)
- Vidas rotas (1935)

### Televisió
- La comedia dramática española 
  - Proceso a Besteiro (31 de juliol de 1986)
- Tristeza de amor
  - Pub Chopin (3 de juny de 1986)
- Platos rotos (1985)
- Anillos de oro
  - Cuestión de principios (1 de novembre de 1983)
- Teatro breve 
  - Corazones y diamantes (13 de novembre de 1980)
  - La extraña visita del Dr. Lanuza (15 de gener de 1981)
- El señor Villanueva y su gente
  - Una visita de cumplido (25 d'octubre de 1979)
- Teatro estudio 
  - Sea todo para bien (28 de desembre de 1978)
- Cañas y barro (1978)
- Curro Jiménez
  - La subasta (1 de gener de 1978)
- Mujeres insólitas
  - La tumultuosa Princesa de Eboli (15 de febrer de 1977)
  - La reina loca de amor (15 de març de 1977)
- El quinto jinete 
  - La mujer del sueño (26 de gener de 1976)
- Telecomedia 
  - La oportunidad (16 de novembre de 1974)
- Los maniáticos
  - Proyectos de matrimonio (24 de setembre de 1974)
- Noche de teatro 
  - Cisneros (19 de juliol de 1974)
- Si yo fuera rico (1973-1974)
- Siete piezas cortas 
  - Los pasos no se pierden (29 de maig de 1972)
- Juegos para mayores 
  - Comedor reservado (18 de gener de 1971)
  - La finca (8 de febrer de 1971)
- Las tentaciones 
  - La escuela de los padres (19 d'octubre de 1970)
  - El león emisario (15 de novembre de 1970)
- Remite Maribel
  - Jaula de grillos (26 d'agost de 1970)
- Al filo de lo imposible 
  - El secuestro (27 de juny de 1970)
  - El rescate (4 de juliol de 1970)
- Estudio 1
  - La anunciación de María (22 de desembre de 1965)
  - Cerca de las estrellas (16 de febrer de 1966)
  - La boda de la chica (23 de febrer de 1966)
  - Cosas de papá y mamá (13 d'abril de 1966)
  - Cuando las nubes cambian de nariz (26 d'octubre de 1966)
  - La herida del tiempo (18 de gener de 1967)
  - La gaviota (28 de juny de 1967) Irina
  - Un hombre nuevo (16 d'agost de 1967)
  - Nocturno (27 de setembre de 1967)
  - Magda (30 de gener de 1968)
  - El niño de los Parker (20 de febrer de 1968)
  - La desconcertante señora Savage (19 de març de 1968)
  - La herida luminosa (9 d'abril de 1968)
  - Aprobado en inocencia (30 d'abril de 1968)
  - La heredera (22 d'octubre de 1968)
  - Ondina (19 de novembre de 1968)
  - Las ratas (4 de febrer de 1969)
  - Los amantes de Teruel (17 de juny de 1969)
  - Angelina o el honor de un brigadier (24 de febrer de 1970)
  - La casa (18 de juny de 1970)
  - El último tranvía (2 de juliol de 1970)
  - Las aleluyas del señor Esteve (22 d'octubre de 1971)
  - Llegaron a una ciudad (28 de juliol de 1972)
  - El retamal (8 de setembre de 1972)
  - La venganza de Don Mendo (29 de setembre de 1972)
  - Juego de niños (3 de novembre de 1972)
  - La muchacha del sombrerito rosa (5 de gener de 1973)
  - Primavera en la Plaza de París (12 de gener de 1973)
  - Mi mujer, el diablo y yo (6 de juliol de 1973)
  - Al César lo que es del César (26 d'octubre de 1973)
  - La mujer del sueño (26 de gener de 1976)
  - La vida que te di (31 de gener de 1977)
  - Antígona (2 de febrer de 1978)
  - La guerra empieza en Cuba (20 de desembre de 1978)
  - Sinfonía inacabada (9 de maig de 1979)
  - El solar de mediacapa (20 d'abril de 1980)
  - El chico de los Winslow (10 d'octubre de 1982)
- Diana en negro 
  - Un muerto en cuenta corriente (5 de juny de 1970)
- Hora once
  - La comadreja (24 d'octubre de 1969)
  - La Señora Jenny Trelbel (17 de desembre de 1971)
  - De la misma sangre (20 de maig de 1972)
- Teatro de siempre
  - Ricardo III (30 de març de 1967)
  - El abanico de Lady Windermere (3 de novembre de 1967)
  - La losa de los sueños (26 de gener de 1968)
  - El burlador o el ángel del demonio (28 de novembre de 1968)
  - La discreta enamorada (27 de juliol de 1970)
  - Hay suficiente luz en las tinieblas (8 d'octubre de 1970)
  - Las alegres comadres de Windsor (19 de març de 1971)
- La risa española 
  - Todos eran de Toronto (20 de juny de 1969)
  - Qué solo me dejas (18 de juliol de 1969)
- Pequeño estudio
  - Noche cerrada (8 de novembre de 1968)
  - El embarcadero (20 de desembre de 1968)
  - La herida (10 de gener de 1969)
- Historias naturales 
  - Data d'episodi 1 de juny de 1968 (1 de juny de 1968)
- Y al final esperanza 
  - El weekend de Andrómaca (18 de febrer de 1967)
- Autores invitados 
  - Historias de Artamila (15 de febrer de 1967)
- La pequeña comedia 
  - El barrio y el rascacielos (5 de novembre de 1966)
  - Petición de mano (31 de maig de 1968)
- Novela
  - Juana de Castilla (21 d'octubre de 1963)
  - Lluvia de verano (17 de febrer de 1964)
  - Desde el oscuro ayer (31 de desembre de 1964)
  - El difunto Matías Pascal (9 de novembre de 1965)
  - La tragedia vive al lado (11 de gener de 1966)
  - Orgullo y prejuicio (25 d'abril de 1966)
  - Los hombres de cristal (14 de juny de 1966)
  - Las Indias negras (25 de juliol de 1966)
  - El alba y la noche (10 d'octubre de 1966)
  - El hombrecillo (30 de gener de 1967)
  - Biografía de Helen Keller (10 de juliol de 1967)
  - La Reina Juana (18 de setembre de 1967)
  - La dama vestida de blanco (25 de setembre de 1967)
  - Hicieron partes (2 d'octubre de 1967)
  - Biografía de Pasteur (16 d'octubre de 1967)
  - Emma (13 de novembre de 1967)
  - Tú eres la paz (11 de desembre de 1967)
  - Aquellas mujercitas (25 de desembre de 1967)
  - Isabel y María (9 de setembre de 1968)
  - El misterio del cuarto amarillo (30 de setembre de 1968)
  - El monje misterioso (10 de març de 1969)
  - Marieta y su familia (28 d'abril de 1969)
  - Silas Manner (7 de desembre de 1970)
  - Elena (8 de febrer de 1971)
  - El amor de Dennis Haggerty (12 de juliol de 1971)
  - El diamante luna (29 de novembre de 1971)
  - Elia (10 de gener de 1972)
  - Shirley (28 de febrer de 1972)
  - La feria de las vanidades (23 d'abril de 1973)
  - La esfinge maragata (20 d'agost de 1973)
  - Las mentiras (18 de març de 1974)
  - Selma Lagerlöf (29 de juliol de 1974)
  - El secreto (30 de setembre de 1974)
  - Ana Karenina (3 de novembre de 1975)
  - Pequeñeces (8 de març de 1976)
  - Desenlace en Montlleo (24 de gener de 1977)
  - El clavo (24 d'abril de 1978)
  - Marta y María (1 de maig de 1978)
  - La casa de las siete buhardillas (19 de juny de 1978)
- Sospecha 
  - No hay corona para Clive (10 de setembre de 1963)
- Primera fila
  - Paño de lágrimas (14 de juny de 1963)
  - Leocadia (5 de juliol de 1963)
- Gran teatro 
  - En Flandes se ha puesto el sol (10 de gener de 1960)